# Cytochrome CYP2D6
Le cytochrome CYP2D6 est un groupe d'enzymes de la famille des cytochromes P450 , impliquée dans le métabolisme de nombreux médicaments d'importance cruciale en thérapeutique , comme la codéine, qui est métabolisée en morphine , le dextrométhorphane ou encore des anti-dépresseurs , des neuroleptiques, des bêta-bloquants. Le polymorphisme génétique qui concerne les gènes codant cette famille d'enzyme est un sujet important en médecine et en thérapeutique humaine.

## Chez l'Homme
Ces enzymes sont majoritairement localisées, chez l'être humain, dans le foie et dans le tractus digestif. 
Sa biogénèse est réalisée par les mitochondries et le réticulum endoplasmique, notamment au niveau des hépatocytes.
Comme tous les cytochromes P450, le CYP2D6 a l'Hème comme cofacteur, et participe à la transformation de nombreux substrats. Ces substrats sont généralement identifiés in vitro, par différentes méthodes de test des affinités entre ligand et récepteurs.
La réaction la plus courante catalysée par les cytochromes CYP2D6, et plus généralement les cytochromes P450 correspond à une activité de monooxygénase, c'est-à-dire à l'insertion d'un atome d'oxygène sur une position aliphatique d'un substrat organique tandis que l'autre atome d'oxygène du dioxygène O2 est réduit en eau H2O :
RH + O2 + NADPH + H+ → ROH + H2O + NADP+.

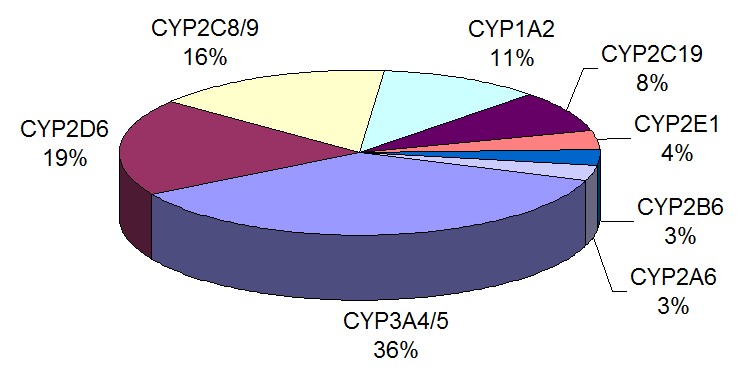
Répartition des molécules exogènes (xénobiotiques) métabolisés par les différents P450, le CYP2D6 est en rouge bordeaux

Cette famille d'enzyme est une des plus importantes , du point de vue du nombre de substrats métabolisés, et de l'importance de ces derniers en médecine.

## Fonction
Le CYP2D6 oxyde parmi les molécules les plus cruciales de la pharmacopée occidentale. 
Liste de substrats "cliniquement significatifs" (liste non exhaustive):
β-bloquants :
- carvedilol
- propafenone
- timolol

Opioïdes/Opiacés :
- Codéine (transformée en morphine)
- Dihydrocodéine (transformée en dihydromorphine)
- Oxycodone (OxyContin)
- Dextromethorphane
- Tramadol

Antidépresseurs :
- Fluoxétine (Prozac)
- Imipramine
- Duloxétine
- Paroxétine (Deroxat)

## Polymorphisme génétique
Il existe plus de 40 polymorphismes génétiques du CYP2D6.
Cette variation implique chez l'Homme des vitesses variables de métabolisation des drogues et médicaments selon le profil génétique. Chez des métaboliseurs lents (ML) apparaissent des risques de surdosages et d'effets secondaires graves du fait du rôle de détoxification des CYP2D6. L'excès inverse existe chez les métaboliseurs ultra-rapides (MUR) pouvant impliquer des sous-dosages, notamment en médecine de ville ou la détection de ces polymorphismes est moins effective qu'en pratique hospitalière. Les opiacés de palier I et II notamment sont concernés, et sont des médicaments de prescription courante.
Le taux de métaboliseurs lents, moyens, bon ou ultra-rapide varie selon les populations, des études montrant par exemple un profil ultra-rapide dans 1-10% de groupes caucasiens, 1-3% d'Afrique noire, 0,2 d'Est asiatique, 0% chez des aborigènes d'Australie mais 11-29% chez des éthiopiens-saoudiens.

## Effecteurs
Les effecteur (en) (ou ligand effecteur) sont des petites molécules de ligand qui se fixent sur une protéine, régulant son activité en l'activant (par exemple activateur allostérique) ou l'inhibant (par exemple inhibiteur allostérique).
Parmi les inhibiteurs du CYP2D6, on peut citer la fluoxétine (inhibiteur puissant) ou les progestatifs. La codéine est également un inhibiteur du CYP2D6, freinant d'elle-même sa propre transformation en morphine
En cas de prise d'un inhibiteur en même temps qu'un médicament métabolisé par le CYP2D6, sa concentration plasmatique sera augmentée. Cependant, s'il s'agit d'un médicament qui agit par l'intermédiaire d'un métabolite actif, comme la codéine ou le tramadol, l'effet thérapeutique en sera diminué.